# Ханьча, Владислав
Владислав Ханьча (пол. Władysław Hańcza, настоящая фамилия — Тосик, Tosik; 18 мая 1905, Лодзь, Петроковская губерния, Варшавское генерал-губернаторство — 19 ноября 1977, Варшава) — польский актёр театра, кино, радио и телевидения, также театральный режиссёр и педагог.

## Биография
Владислав Ханьча родился 18 мая 1905 года в Лодзи. 
Дебютировал в театре в 1927 году в Польском театре в Познани. Актёрское образование получил в Драматической школе при Польском театре в Познани, которую окончил в 1929 году. 
Права режиссёра получил в 1959 году. Организовал Школу для инструкторов добровольных театров и был преподавателем варшавской Театральной академии имени Зельверовича. Актёр театров в разных городах (Познань, Катовице, Торунь, Лодзь, Краков, Варшава). Выступал в спектаклях «театра телевидения» в 1958—1977 годах и в радиопередачах «Польского радио». 
Умер 19 ноября 1977 года в Варшаве. Похоронен на кладбище «Старые Повонзки».
Его жена — актриса Барбара Людвижанка.

## Избранная фильмография
| Год       | Русское название                              | Оригинальное название       | Роль                        |
| --------- | --------------------------------------------- | --------------------------- | --------------------------- |
| 1946      | Два часа                                      | Dwie godziny                | Филип, капо                 |
| 1948      | Стальные сердца                               | Stalowe serca               | Кароль, инженер             |
| 1953      | Солдат Победы                                 | Żołnierz Zwycięstwa         | генерал Янчар               |
| 1965      | Пепел                                         | Popioły                     | отец Рафала                 |
| 1964      | Зной                                          | Upał                        | голос премьер-министра      |
| 1966      | Любовники из Мароны                           | Kochankowie z Marony        | Гульбинский                 |
| 1967      | Все свои                                      | Sami swoi                   | Владислав Каргуль           |
| 1968      | Я выиграл!                                    | Ja gorę!                    | голос духа князя Заторского |
| 1968      | Ставка больше, чем жизнь (только в 6-й серии) | Stawka większa niż życie    | граф Эдвин Вонсовский       |
| 1968      | Графиня Коссель                               | Hrabina Cosel               | генерал Шуленбург           |
| 1969      | Приключения пана Михала                       | Przygody pana Michała       | старый пан Нововейский      |
| 1969      | Пан Володыевский                              | Pan Wołodyjowski            | старый пан Нововейский      |
| 1970      | Романтики                                     | Romantyczni                 | Навроцкий                   |
| 1970      | Дятел                                         | Dzięcioł                    | майор, тесть Стефана        |
| 1971      | Беспокойный постоялец                         | Kłopotliwy gość             | председатель горсовета      |
| 1971      | Голубое, как Чёрное море                      | Niebieskie jak Morze Czarne | директор фабрики            |
| 1971      | Нюрнбергский эпилог                           | Epilog norymberski          | Яльмар Шахт                 |
| 1971      | Пять с половиной бледного Юзека               | 5 i 1/2 bladego Józka       | приходский ксёндз           |
| 1972      | Капризы Лазаря                                | Kaprysy Łazarza             | приходский ксёндз           |
| 1972      | Мужики (телесериал)                           | Chłopi                      | Мацей Борына                |
| 1973      | Мужики (фильм)                                | Chłopi                      | Мацей Борына                |
| 1973      | Дорога (только в 5-й серии)                   | Droga                       | Владислав Каргуль           |
| 1973      | Большая любовь Бальзака (только в 5-й серии)  | Wielka miłość Balzaka       | Кароль Ганский              |
| 1974      | Тут крутых нет                                | Nie ma mocnych              | Владислав Каргуль           |
| 1974      | Потоп                                         | Potop                       | гетман Януш Радзивилл       |
| 1975      | История греха                                 | Dzieje grzechu              | доктор Велгосиньский        |
| 1975      | Ночи и дни                                    | Noce i dnie                 | Ян Лада                     |
| 1975      | Доктор Юдым                                   | Doktor Judym                | Калинович, директор шахты   |
| 1975      | Казимир Великий                               | Kazimierz Wielki            | архиепископ Ярослав Богория |
| 1975—1977 | Сорокалетний                                  | 40-latek                    | отец Магды                  |
| 1977      | Люби или брось                                | Kochaj albo rzuć            | Владислав Каргуль           |

## Признание
- 1955 — Медаль «10-летие Народной Польши».
- 1955 — Кавалерский крест Ордена Возрождения Польши.
- 1964 — Командорский крест Ордена Возрождения Польши.
- 1971 — Награда «Комитета в дела радио и телевидение».
- 1973 — Награда Министра культуры и искусства ПНР 1-й степени.
- 1976 — Орден «Знамя Труда» 1-й степени.